# Bắc Giang (tỉnh)
Bắc Giang là một tỉnh cũ thuộc trung du thuộc vùng Đông Bắc Bộ, Việt Nam. Đây là tỉnh nằm trong quy hoạch vùng thủ đô Hà Nội.
Bắc Giang chiếm phần lớn diện tích của vùng Kinh Bắc xưa và có nền văn hoá phong phú, đặc trưng của Kinh Bắc, là một trong những cái nôi của Dân ca Quan họ với 23 làng quan họ cổ được UNESCO công nhận. Tỉnh lỵ là thành phố Bắc Giang, cách trung tâm thủ đô Hà Nội 50 km.
Năm 2024, dân số của Bắc Giang ước đạt 2,1 triệu người, là tỉnh đông dân nhất và có quy mô kinh tế đứng đầu vùng Trung du và miền núi phía Bắc. Bắc Giang là đơn vị hành chính Việt Nam đông thứ 11 về số dân, xếp thứ 12/63 về Tổng sản phẩm trên địa bàn (GRDP) .Ước tính 2024 GRDP đạt gần 209.150 tỉ đồng xếp hạng 11/63 (GRDP bình quân đầu người đạt 4.400 USD). Năm 2023 Bắc Giang có tốc độ tăng trưởng GRDP đạt 13,85 % là địa phương có mức tăng trưởng cao nhất cả nước.
Ngày 12 tháng 6 năm 2025, Quốc hội thông qua Nghị quyết số 202/2025/QH15 về việc sắp xếp đơn vị hành chính cấp tỉnh năm  2025, theo đó tỉnh được giải thể để sáp nhập vào tỉnh Bắc Ninh.

## Địa lý
Bắc Giang thuộc khu vực Đông Bắc Việt Nam, nằm trên tuyến Hành lang kinh tế Lạng Sơn - Hà Nội - Thành phố Hồ Chí Minh - Mộc Bài (thuộc Hành lang xuyên Á Nam Ninh - Singapore), tiếp giáp với Thủ đô Hà Nội và các tỉnh Bắc Ninh, Hải Dương, Lạng Sơn, Quảng Ninh, Thái Nguyên; liền kề "Tam giác kinh tế phát triển" Hà Nội - Hải Phòng - Quảng Ninh.
- Phía đông giáp tỉnh Quảng Ninh.
- Phía bắc giáp tỉnh Lạng Sơn.
- Phía tây giáp tỉnh Thái Nguyên và thành phố Hà Nội.
- Phía nam giáp tỉnh Bắc Ninh, tỉnh Hải Dương và tỉnh Quảng Ninh.

#### Các điểm cực của tỉnh Bắc Giang:
- Điểm cực bắc tại: vùng núi Gốc Bòng, xã Đồng Tiến, huyện Yên Thế.
- Điểm cực đông tại: khu bảo tồn thiên nhiên Khe Rỗ, xã An Lạc, huyện Sơn Động.
- Điểm cực nam tại: thôn Nam Sơn, xã Đồng Phúc, thành phố Bắc Giang.
- Điểm cực tây tại: thôn Đa Hội, xã Hợp Thịnh, huyện Hiệp Hòa.

Bắc Giang có diện tích tự nhiên 3.825,75 km², chiếm 1,2% diện tích tự nhiên của Việt Nam. Theo tài liệu năm 2000, trong tổng diện tích tự nhiên của Bắc Giang, đất nông nghiệp chiếm 32,4%; đất lâm nghiệp có rừng chiếm 28,9%; còn lại là đồi núi, sông suối chưa sử dụng và các loại đất khác.
Bắc Giang có địa hình trung du và là vùng chuyển tiếp giữa vùng núi phía bắc với châu thổ sông Hồng ở phía nam. Tuy phần lớn diện tích tự nhiên của tỉnh là núi đồi nhưng nhìn chung địa hình không bị chia cắt nhiều. Phía bắc và phía đông nam của tỉnh là vùng rừng núi cao từ 300m - 900 m. Vùng đồi núi thấp và đồng bằng trung du nằm kẹp giữa hai dãy núi hình cánh cung là cánh cung Đông Triều phía ở phía đông nam và và cánh cung Bắc Sơn ở phía tây - bắc. Cánh cung Đông Triều với dãy núi Yên Tử, cao trung bình 300–900 m so với mặt biển, trong đó đỉnh cao nhất là 1.068 m. Tại vùng núi phía đông bắc tỉnh, giáp với Quảng Ninh có khu rừng nguyên sinh Khe Rỗ rộng 7153 ha với hệ động vật và thực vật phong phú, bao gồm 236 loài cây thân gỗ, 255 loài cây dược liệu, 37 loài thú, 73 loài chim và 18 loài bò sát.
Trên địa bàn Bắc Giang có 374 km sông suối, trong đó ba sông lớn là sông Lục Nam, sông Thương và sông Cầu. Sông Lục Nam chảy qua vùng núi đá vôi nên quanh năm nước trong xanh. Sông Thương bắt nguồn từ hai vùng có địa hình và địa chất khác nhau nên nước chảy đôi dòng: bên đục, bên trong.
Ngoài sông suối, Bắc Giang còn có nhiều hồ, đầm, trong đó có hồ Cấm Sơn và Khuôn Thần. Hồ Cấm Sơn nằm ở khu vực giáp tỉnh Lạng Sơn, dài 30 km, nơi rộng nhất 7 km và chỗ hẹp nhất 200m. Hồ Cấm Sơn có diện tích mặt nước 2.600 ha, vào mùa mưa có thể lên tới 3.000 ha. Hồ Khuôn Thần có diện tích mặt nước 240 ha và lòng hồ có 5 đồi đảo được phủ kín bởi rừng thông 20 tuổi. Người ta có thể dạo chơi trên hồ Khuôn Thần bằng thuyền đạp chân hoặc thuyền gắn máy, vừa cùng người Sán Chỉ, Cao Lan, Nùng bản địa hát soong hao, vừa thưởng thức những sản phẩm độc đáo của địa phương như hạt dẻ, mật ong và rượu tắc kè.

## Dân cư
Theo điều tra dân số tính đến 0h ngày 31 tháng 12 năm 2024, dân số Bắc Giang có 2.057.918 người, với mật độ dân số 581 người/km², gấp 1,5 lần mật độ dân số bình quân của cả nước. Tỷ lệ đô thị hóa tính đến năm 2024 là 39,65%.
Tỉnh Bắc Giang là tỉnh đông dân thứ 11 cả nước và đông dân nhất vùng trung du và miền núi phía Bắc với gần 2,1 triệu dân.
Trên địa bàn Bắc Giang có 6 dân tộc cùng sinh sống, trong đó đông nhất là người Kinh, chiếm 88,1% dân số toàn tỉnh, tiếp đến là người Nùng chiếm 4,5%; người Tày 2,6%; người Sán Chay và người Sán Dìu, mỗi dân tộc 1,6%; người Hoa 1,2%; người Dao 0,5%. Tỷ lệ nam giới chiếm khoảng 49,95% dân số, nữ giới khoảng 50,05% dân số. Số người trong độ tuổi lao động chiếm khoảng 62,15% dân số, trong đó lao động được đào tạo nghề chiếm 28%; số hộ nghèo chiếm 7.2%.
Hiện nay, Bắc Giang có hai tôn giáo chính là Công giáo và Phật giáo, trong đó Công giáo có 27.000 giáo dân, chiếm 1,7% dân số của tỉnh, cư trú ở 68 xã, phường, thị trấn; Phật giáo có 176.000 tín đồ, chiếm 11% dân số toàn tỉnh. Chức sắc Phật giáo ở tỉnh có 112 tăng ni trụ trì ở 105 ngôi chùa; trên địa bàn tỉnh có 2 trung tâm Phật giáo là chùa Vĩnh Nghiêm, thành phố Bắc Giang (thành phố) thuộc thiền phái Trúc lâm và Chùa Bổ Đà, Thị xã Việt Yên thuộc thiền phái Lâm tế. Ngoài hai tôn giáo chính là Công giáo và Phật giáo, hiện nay toàn tỉnh Bắc Giang có 1.600 ngôi đình, đền, nghè, miếu thờ thần linh, thành hoàng, thánh mẫu... thuộc hệ thống tín ngưỡng dân gian, mỗi năm có hơn 500 lễ hội diễn ra thường niên. Năm qua, các tổ chức tôn giáo được Nhà nước công nhận pháp nhân trên địa bàn tỉnh Bắc Giang đã tăng cường hoạt động, củng cố đức tin, bồi dưỡng tập huấn chức sắc, xây sửa mới cơ sở thờ tự, nội dung hoạt động đã bám sát vào giáo luật, hiến chương, điều lệ của các tổ chức tôn giáo và quy định của pháp luật; đồng bào theo các tôn giáo trên địa bàn tỉnh đã tích cực tham gia các phong trào thi đua yêu nước, các cuộc vận động...

## Lịch sử

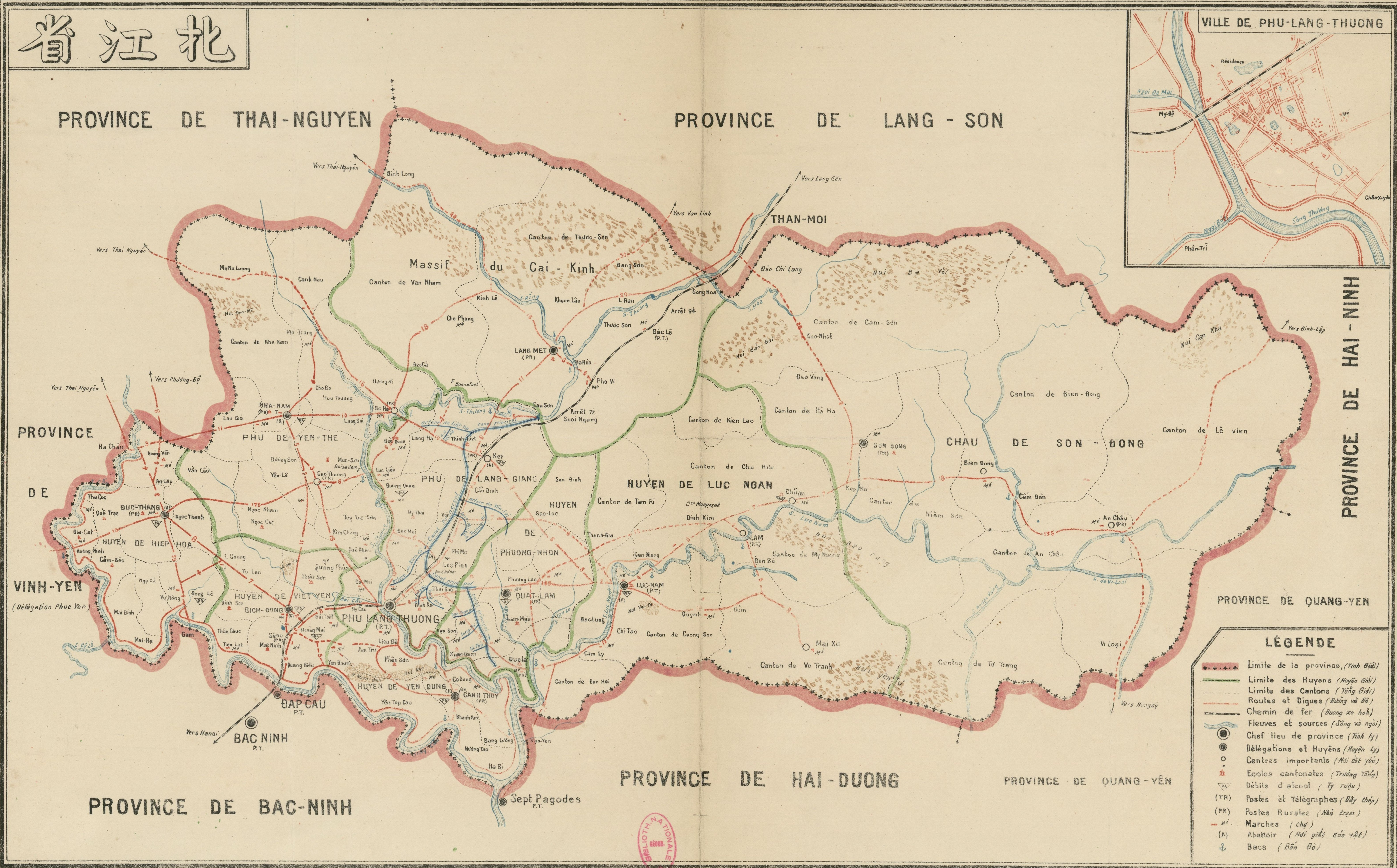
Bản đồ tỉnh Bắc Giang năm 1900

Thời vua Hùng dựng nước Văn Lang liên bộ lạc, Bắc Giang thuộc bộ Võ Ninh.
Đời Lý - Trần gọi là lộ Bắc Giang.
Đời Lê, đây là phủ Bắc Hà, năm 1822 đổi là phủ Thiên Phúc, đến đời Tự Đức là phủ Lạng Giang, phân phủ Lạng Giang và một phần phủ Đa Phúc.
Từ ngày 5 tháng 11 năm 1889 đến ngày 9 tháng 9 năm 1891 đã tồn tại tỉnh Lục Nam. Tỉnh Lục Nam gồm các huyện Bảo Lộc, Phượng Nhỡn, Lục Nam, Hữu Lũng (tách từ phủ Lạng Giang, tỉnh Bắc Ninh, ở bên tả ngạn sông Thương) và huyện Yên Bái (tách từ tỉnh Lạng Sơn). Năm 1891 sau khi trả hai huyện Bảo Lộc và Phượng Nhỡn cho tỉnh Bắc Ninh, tỉnh Lục Nam bị xóa bỏ để nhập vào Đạo Quan binh I.

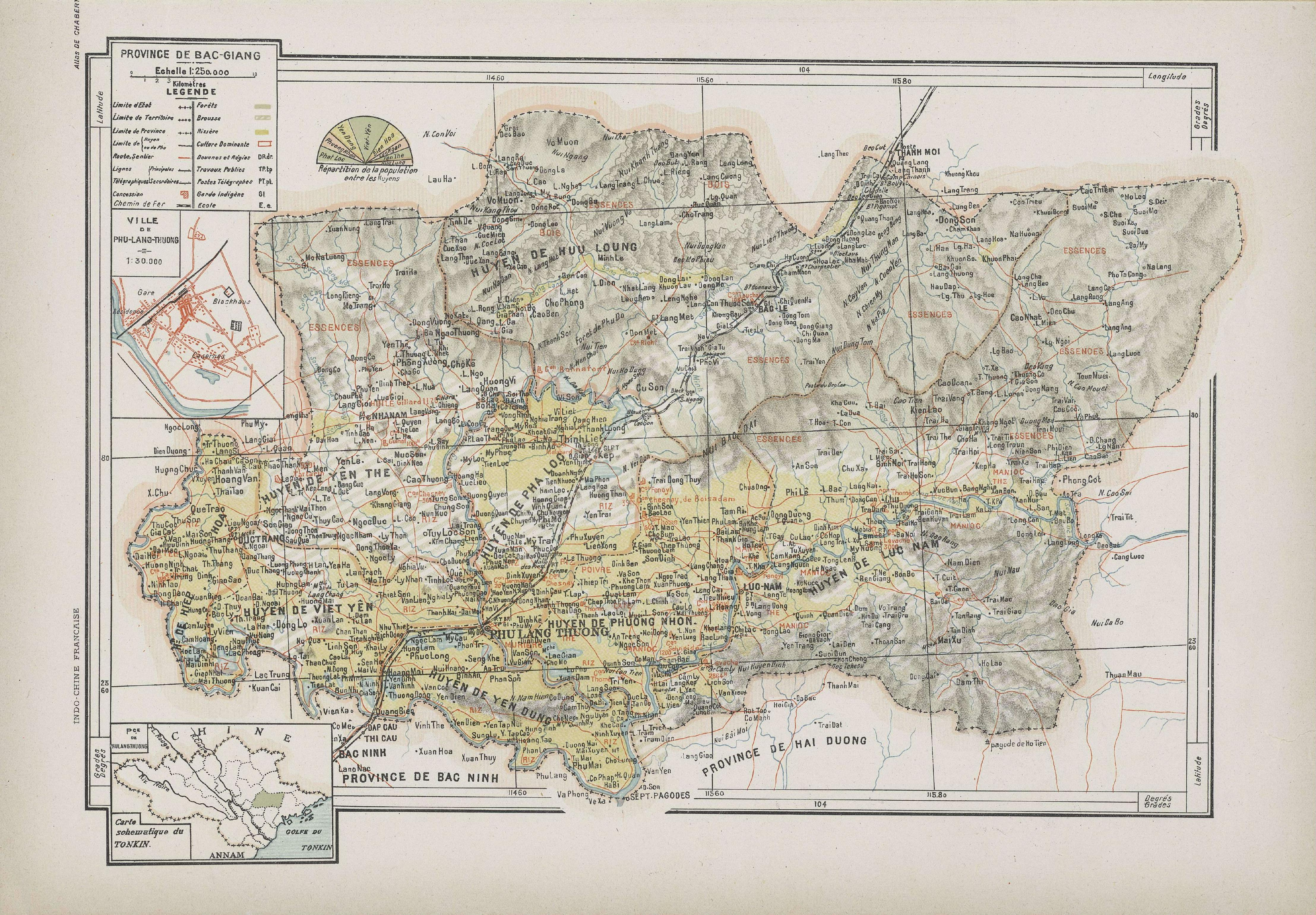
Bản đồ tỉnh Bắc Giang năm 1909

Tỉnh Bắc Giang được thành lập ngày 10 tháng 10 năm 1895, tách từ tỉnh Bắc Ninh, bao gồm phủ Lạng Giang, phủ Đa Phúc và các huyện Kim Anh, Yên Dũng, Phượng Nhỡn, Việt Yên, Hiệp Hòa, Yên Thế và một số tổng nằm ở phía nam sông Lục Nam. Tỉnh lỵ là Phủ Lạng Thương (nay là thành phố Bắc Giang), công sứ đầu tiên là E. Quennec (1895 - 1910). Năm 1896, phủ Đa Phúc và huyện Kim Anh được trả lại cho tỉnh Bắc Ninh.
Năm 1950, tỉnh Bắc Giang thuộc Liên khu Việt Bắc (1949-1956) và gồm 7 huyện: Hiệp Hoà, Lục Ngạn, Yên Thế, Lạng Giang, Việt Yên, Yên Dũng, Hữu Lũng.
Ngày 22 tháng 2 năm 1955, huyện Sơn Động từ tỉnh Quảng Yên trả về tỉnh Bắc Giang.
Ngày 1 tháng 7 năm 1956, khi thành lập Khu tự trị Việt Bắc, huyện Hữu Lũng sáp nhập vào tỉnh Lạng Sơn thuộc Khu tự trị Việt Bắc. Đồng thời, huyện Phú Bình thuộc tỉnh Thái Nguyên được nhập vào tỉnh Bắc Giang, nhưng đến ngày 15 tháng 6 năm 1957 lại trả về tỉnh Thái Nguyên.
Ngày 21 tháng 1 năm 1957, thành lập huyện Lục Nam từ một số xã của các huyện Yên Dũng, Lạng Giang, Lục Ngạn, Sơn Động và 3 xã của huyện Chí Linh, tỉnh Hải Dương.
Ngày 6 tháng 11 năm 1957, chia huyện Yên Thế thành 2 huyện: Yên Thế và Tân Yên.
Năm 1959, đổi tên thị xã Phủ Lạng Thương thành thị xã Bắc Giang.
Ngày 27 tháng 10 năm 1962, Bắc Giang nhập với Bắc Ninh thành tỉnh Hà Bắc và đến ngày 1 tháng 1 năm 1997 lại tách ra như cũ. Khi tách ra, tỉnh Bắc Giang có tỉnh lỵ là thị xã Bắc Giang và 9 huyện: Hiệp Hòa, Lạng Giang, Lục Nam, Lục Ngạn, Sơn Động, Tân Yên, Việt Yên, Yên Dũng, Yên Thế.
Ngày 03 tháng 5 năm 1985, Hội đồng Bộ trưởng ban hành Quyết định 130-HĐBT  về điều chỉnh địa giới các huyện Tiên Sơn, Quế Võ, Việt Yên, Lạng Giang và hai thị xã Bắc Ninh, Bắc Giang thuộc tỉnh Hà Bắc.
Ngày 7 tháng 6 năm 2005, chuyển thị xã Bắc Giang thành thành phố Bắc Giang.
Ngày 1 tháng 2 năm 2024, chuyển huyện Việt Yên thành thị xã Việt Yên.
Ngày 28 tháng 9 năm 2024, Ủy ban Thường vụ Quốc hội ban hành Nghị quyết số 1191/NQ-UBTVQH15 về việc sắp xếp đơn vị hành chính cấp huyện, cấp xã của tỉnh Bắc Giang giai đoạn 2023 – 2025 (nghị quyết có hiệu lực từ ngày 1 tháng 1 năm 2025). Theo đó:
- Sáp nhập huyện Yên Dũng vào thành phố Bắc Giang.
- Điều chỉnh một phần diện tích của huyện Sơn Động vào huyện Lục Ngạn.
- Thành lập thị xã Chũ trên cơ sở điều chỉnh một phần của huyện Lục Ngạn.

Tỉnh Bắc Giang có 1 thành phố, 2 thị xã và 7 huyện như hiện nay.
Ngày 12 tháng 6 năm 2025, Quốc hội ban hành Nghị quyết số 202/2025/QH15 về việc sắp xếp đơn vị hành chính cấp tỉnh (nghị quyết có hiệu lực từ ngày 12 tháng 6 năm 2025). Theo đó, sáp nhập tỉnh Bắc Giang vào tỉnh Bắc Ninh.

## Văn hóa

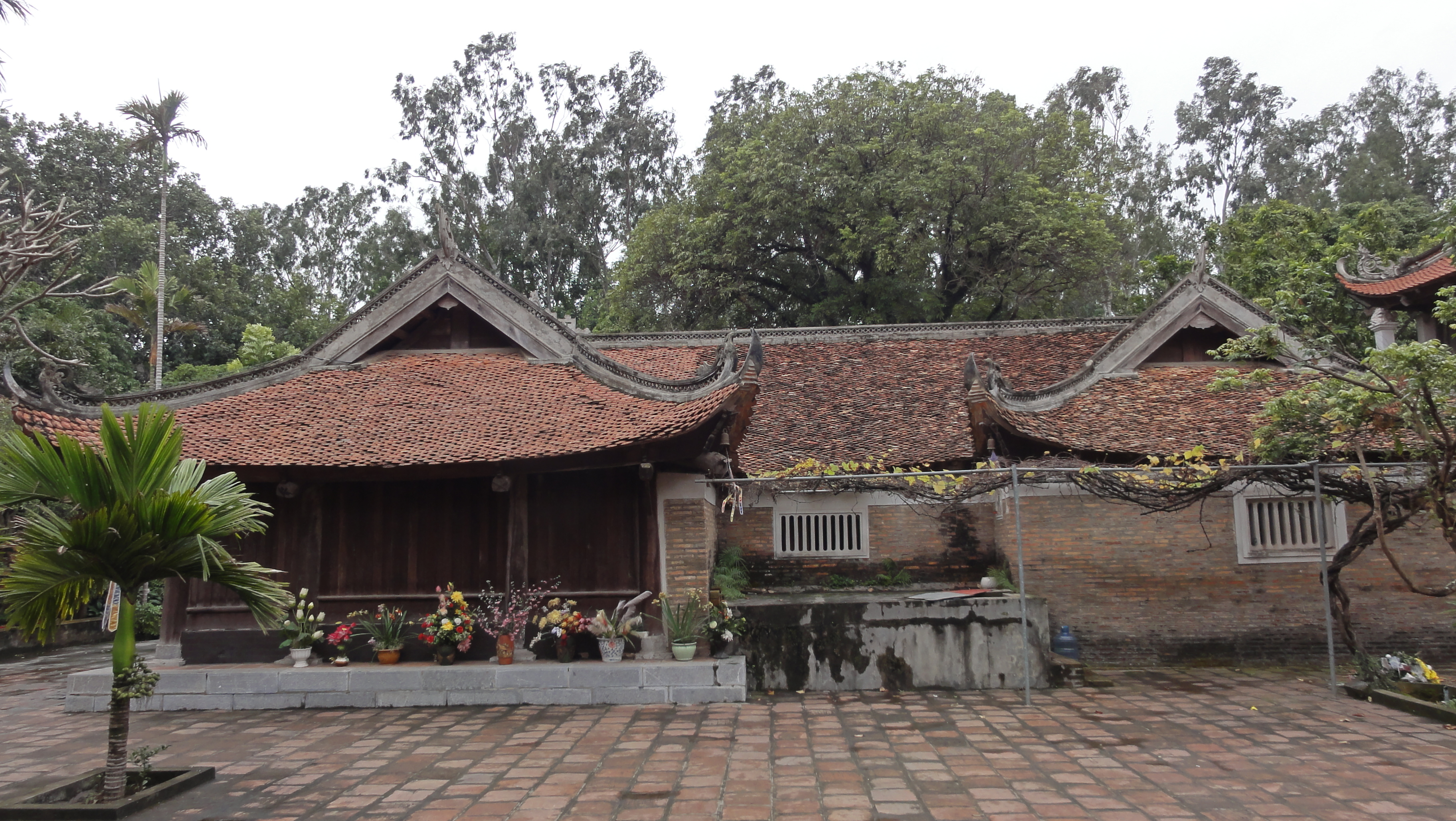
Chùa Vĩnh Nghiêm - Yên Dũng - Bắc Giang

Thị trấn Thắng, huyện lỵ của huyện Hiệp Hòa

Văn hóa Bắc Giang có các điểm đặc trưng sau:
- Tính chất đan xen đa văn hóa. Đan xen không phải hòa đồng mà tất cả cùng tồn tại tạo nên sự phong phú, đa dạng của văn hóa Bắc Giang.
- Tính chất tụ hội văn hóa người Việt. Trong lịch sử lâu dài của đất nước người dân từ nhiều nơi như Thanh Hóa, Hải Dương, Thái Bình, Hải Phòng, Hưng Yên... đã lên đây sinh sống. Họ mang theo tập tục của mình và có những biến đổi theo người dân bản xứ trên đất Bắc Giang và ngược lại người dân Bắc Giang ở trước đó cũng bị những tác động của cư dân mới đến.
- Con người Bắc Giang vốn là những cư dân đồng cam cộng khổ, cưu mang nhau vượt qua thiên tai địch họa, khai phá rừng hoang lập làng, lập bản. Tính chất hào hùng còn dễ nhận thấy hơn qua các cuộc bảo vệ đất nước của dòng họ Giáp, họ Thân và đặc biệt hơn là cuộc khởi nghĩa Yên Thế.
- Bắc Giang là sự giao thoa giữa hai miền văn hóa Việt cổ và văn hóa Tày Nùng. Những người dân tộc Thái, dân tộc Dao... vẫn có nét riêng trong sinh hoạt nhưng họ học tiếng Kinh, mặc quần áo người Kinh.
- Văn hóa Bắc Giang là tính chất đoàn kết, sáng tạo. Từ vùng rừng thiêng nước độc, cộng đồng dân cư Bắc Giang sinh sống đã tạo nên những vẻ đẹp riêng có cả về văn hóa vật thể và phi vật thể. Bắc Giang có hơn 500 lễ hội lớn nhỏ.

Người dân Bắc Giang tự hào là cái nôi của quan họ cổ với 23 làng ven sông Cầu, tồn tại như một sự kết duyên song song với quan họ ở Bắc Ninh. Đất quan họ Bắc Giang còn là nơi có tục kết chạ từ lâu đời đến nay vẫn tồn tại trong cuộc sống cộng đồng, có đóng góp tích cực làm đẹp thêm đời sống xã hội.
(1) Di tích quốc gia đặc biệt chùa Vĩnh Nghiêm (huyện Yên Dũng) - chốn tổ thiền phái Trúc Lâm do Phật hoàng Trần Nhân Tông sáng lập thế kỷ XIII, nơi lưu giữ kho Mộc bản với 3.050 bản đã được vinh danh là Di sản Tư liệu ký ức thế giới khu vực Châu Á - Thái Bình Dương;
(2) Di tích quốc gia đặc biệt chùa Bổ Đà (thị xã Việt Yên) - ngôi chùa có vườn tháp lớn nhất Việt Nam và bảo vật quốc gia Bộ mộc bản kinh phật khắc trên gỗ thị cổ nhất;
(3) Di tích quốc gia đặc biệt Những điểm khởi nghĩa Yên Thế ghi dấu cuộc khởi nghĩa của người anh hùng dân tộc Hoàng Hoa Thám với 41 điểm di tích (cụm di tích) thuộc các huyện, thị Yên Thế, Tân Yên, Việt Yên, Yên Dũng;
(4) Di tích quốc gia đặc biệt Địa điểm Chiến thắng Xương Giang ghi nhớ chiến công chói lọi trong lịch sử chống giặc ngoại xâm của dân tộc gắn với Thái tổ Cao Hoàng đế Lê Lợi, nghĩa quân Lam Sơn;
(5) Di tích quốc gia đặc biệt An toàn khu II Hiệp Hòa ( Huyện Hiệp Hòa )
(6) Chùa Quang Phúc, Đình Tiên Lục (huyện Lạng Giang) có cây Dã Hương nghìn năm tuổi;
(7) Khu lưu niệm Sáu điều Bác Hồ dạy Công an nhân dân (Khu 12);
(8) Chùa Am Vãi (huyện Lục Ngạn) nằm trên sườn Đông Bắc đỉnh núi Am Ni với các di tích gốc thời Lý - Trần, được đặt tại khu vực có cảnh quan đẹp, linh thiêng, nằm trong hệ thống di tích Phật giáo Thiền tông Trúc Lâm Yên Tử;
(9) Đình Lỗ Hạnh được mệnh danh là đệ nhất kinh Bắc thế kỷ 16;
(10) Lăng Dinh Hương là quần thể kiến trúc điêu khắc đá độc đáo thời Hậu Lê,...
Đặc biệt Bắc Giang còn là nơi gắn liền với Thiền phái Trúc Lâm do Phật Hoàng Trần Nhân Tông sáng lập với hệ thống các di tích như Chùa Vĩnh Nghiêm, Am Vãi, một số di tích đang được khảo cổ và định hướng phục dựng thời gian tới như chùa Hòn Tháp, Mã Yên, Bát Nhã, Hồ Bấc, Thanh Mai...
Nghệ thuật trình diễn dân gian của Bắc Giang rất đa dạng và phong phú như Quan họ, Ca trù, dân ca Cao Lan, dân ca Sán Chí,... là những loại hình sinh hoạt văn hóa dân gian đặc sắc. Trong đó có 2 di sản được UNESCO công nhận là di sản văn hóa phi vật thể: Quan họ được UNESCO công nhận là di sản văn hóa phi vật thể đại diện của nhân loại và Ca trù được UNESCO công nhận là di sản văn hóa phi vật thể cần được bảo vệ khẩn cấp.
Bắc Giang là vùng đất cổ giàu truyền thống văn hóa với hơn 500 lễ hội truyền thống được tổ chức hàng năm, trong đó có những lễ hội được công nhận là di sản phi vật thể Quốc gia như lễ hội Thổ Hà, lễ hội Yên Thế, lễ hội chùa Vĩnh Nghiêm. Hầu hết các lễ hội trên địa bàn tỉnh còn mang đậm nét văn hóa truyền thống với nhiều trò chơi dân gian, các hoạt động thể thao ý nghĩa (đấu võ, vật, vật cầu nước...), kết hợp biểu diễn nghệ thuật dân gian như hát Quan họ, hát Ca trù, dân ca Sán Chí, hát Soong hao, hát Then,...
Bắc Giang cũng là nơi còn nhiều làng nghề truyền thống được lưu giữ, bảo tồn và phát triển đến ngày nay với các ngành nghề đa dạng và phong phú như nấu rượu làng Vân, Mây tre đan Tăng Tiến, làng bánh đa, kẹo lạc Thổ Hà (thị xã Việt Yên); gốm làng Ngòi (thành phố Bắc Giang (thành phố)); làng mỳ Chũ (huyện Lục Ngạn); làng bánh đa Kế, làng bún Đa Mai (TP Bắc Giang),...

## Hành chính
Tỉnh Bắc Giang có 10 đơn vị hành chính cấp huyện, bao gồm 1 thành phố, 2 thị xã và 7 huyện với 192 đơn vị hành chính cấp xã, bao gồm 35 phường, 14 thị trấn và 143 xã.
| Tên           | Dân số (người) | Hành chính        |
| ------------- | -------------- | ----------------- |
| Thành phố (1) |                |                   |
| Bắc Giang     | 371.151        | 21 phường, 10 xã  |
| Thị xã (2)    |                |                   |
| Chũ           | 127.881        | 5 phường, 5 xã    |
| Việt Yên      | 220.400        | 9 phường, 8 xã    |
| Huyện (7)     |                |                   |
| Hiệp Hòa      | 257.500        | 2 thị trấn, 17 xã |

| Tên        | Dân số (người) | Hành chính        |
| ---------- | -------------- | ----------------- |
| Lạng Giang | 223.500        | 2 thị trấn, 17 xã |
| Lục Nam    | 232.900        | 2 thị trấn, 22 xã |
| Lục Ngạn   | 126.625        | 2 thị trấn, 17 xã |
| Sơn Động   | 89.311         | 2 thị trấn, 15 xã |
| Tân Yên    | 182.200        | 2 thị trấn, 17 xã |
| Yên Thế    | 104.100        | 2 thị trấn, 15 xã |

## Kinh tế
Nằm trên tuyến hành lang kinh tế Nam Ninh (Trung Quốc) - Lạng Sơn - Hà Nội - Hải Phòng, liền kề vùng kinh tế trọng điểm phía bắc, Bắc Giang rất thuận lợi trong phát triển kinh tế và giao lưu văn hóa với các nước trong khu vực.
Bắc Giang đã quy hoạch và triển khai 6 khu công nghiệp diện tích 1462 ha, 38 cụm công nghiệp với tổng diện tích hơn 1208 ha, trong đó có 5 khu công nghiệp đang thu hút các nhà đầu tư thứ cấp. Mới đây vào ngày 23/2/2021 chính phủ cho phép thành lập thêm 3 KCN ở Yên Dũng, Lục Nam,Lạng Giang và mở rộng 3 KCN Quang Châu, Hòa Phú, Việt Hàn với tổng diện tích hơn 1.100 ha 
Các khu công nghiệp hầu hết tập trung ở các huyện, thị Việt Yên, Yên Dũng, Hiệp Hòa...Được quy hoạch liền kề nhau, nằm dọc theo đường quốc lộ 1A Hà Nội - Lạng Sơn, gần với các đô thị lớn, thuận lợi cả về đường bộ, đường sông, đường sắt và đường hàng không và các cảng sông, cảng biển. Cách thủ đô Hà Nội khoảng 40–50 km, Sân bay quốc tế Nội Bài 50 km; Cảng Hải Phòng khoảng 110 km và cách cửa khẩu Hữu Nghị Quan 120 km, có hệ thống hạ tầng tương đối hoàn chỉnh; thuận lợi cả về hệ thống cung cấp điện, nước, bưu chính viễn thông.
Các khu công nghiệp đó là:
- Khu công nghiệp Đình Trám, diện tích 127 ha;
- Khu công nghiệp Song Khê - Nội Hoàng, diện tích 154,6 ha;
- Khu công nghiệp Quang Châu, diện tích 426 ha;
- Khu công nghiệp Vân Trung, diện tích 350 ha;
- Khu công nghiệp Hòa Phú diện tích 207,45 ha.
- Khu công nghiệp Việt Hàn, diện tích 197,31 ha.

3 KHU CÔNG NGHIỆP MỚI
- KCN Yên Lư diện tích 377 ha.
- KCN Yên Sơn-Bắc Lũng diện tích 300 ha.
- KCN Tân Hưng diện tích 105,3 ha.

Ngoài các khu công nghiệp trên, hiện nay tỉnh Bắc Giang dự kiến quy hoạch một số khu, cụm công nghiệp khác, tập trung ở các huyện, thành phố Bắc Giang (thành phố), Việt Yên, Hiệp Hoà và Lạng Giang... Mục tiêu đến 2030 tỉnh có 27 KCN điện tích khoảng 9000 ha và 69 CCN diện tích gần 3000 ha.
Bắc Giang đang nỗ lực cải thiện môi trường đầu tư, kinh doanh; ưu tiên đầu tư kết cấu hạ tầng các khu, cụm công nghiệp; quan tâm đào tạo, nâng cao chất lượng nguồn nhân lực, đáp ứng yêu cầu sử dụng lao động của các doanh nghiệp và đặc biệt chú trọng cải cách thủ tục hành chính theo hướng đảm bảo công khai, minh bạch với cơ chế "một cửa liên thông", nhà đầu tư chỉ cần đến một địa chỉ là Ban quản lý các Khu công nghiệp hoặc Sở Kế hoạch và Đầu tư là được cấp giấy chứng nhận đầu tư, mã số thuế và con dấu.
Tính đến tháng 1/2021 Bắc Giang đã thu hút được 1304 dự án đầu tư trong nước với số vốn đăng ký 91.505 tỷ đồng và 472 dự án FDI với số vốn đăng ký hơn 7,7 tỷ USD. Bắc Giang đang trở thành một trong những trung tâm công nghiệp lớn của miền Bắc và cả nước.

## Giao thông
- Đường bộ có quốc lộ 1A, quốc lộ 17, quốc lộ 31, quốc lộ 37, quốc lộ 279 , đường cao tốc Hà Nội – Bắc Giang, đường cao tốc Bắc Giang – Lạng Sơn đi qua.
- Đường sắt có đường sắt Hà Nội - Đồng Đăng, đường sắt Kép - Lưu Xá và Kép -Hạ Long đi qua.
- Đường thủy có sông Cầu, sông Lục Nam, sông Thương đi qua.

### Biển số xe các huyện thị xã và thành phố thuộc tỉnh Bắc Giang
- Thành phố Bắc Giang: 98-B1-B2-B3-B4 98-AA
- Thị xã Chũ: 98-E1-E2 98-AN
- Thị xã Việt Yên: 98-K1 98-AH
- Huyện Hiệp Hòa: 98-D1-D2 98-AC
- Huyện Lạng Giang: 98-M1 98-AF
- Huyện Lục Nam: 98-F1 98-AE
- Huyện Lục Ngạn: 98-E1-E2 98-AB
- Huyện Sơn Động: 98-L1 98-AD
- Huyện Tân Yên: 98-H1 98-AK
- Huyện Yên Dũng: 98-G1 98-AG
- Huyện Yên Thế: 98-C1 98-AL

## Kinh tế - xã hội
NĂM 2021
- Tốc độ tăng trưởng GRDP 7,82%
- GRDP bình quân đầu người 2.950 USD
- Xuất nhập khẩu 31,14 tỷ USD
- Thu hút vốn đầu tư quy đổi gần 1,6 tỷ USD (trong đó FDI trên 1,3 tỷ USD )
- Thu ngân sách nhà nước gần 22.000 tỷ đồng
- Giá trị SXCN gần 310.000 tỷ đồng
- Tỷ lệ dân đô thị trên 23%.
- 6 đơn vị cấp huyện và 138 xã hoàn thành xây dựng nông thôn mới.

NĂM 2022
- Tốc độ tăng trưởng kt 19,30% đứng thứ 2 cả nước
- GRDP 155.876 tỷ đồng.Hạng 13/63
- GRDP bình quân đầu người 3400 USD
- Xuất nhập khẩu 43,6 tỷ USD

NĂM 2023
- Tốc độ tăng trưởng kt 13,45% đứng đầu cả nước
- GRDP 181.900 tỷ đồng,xếp hạng 12/63
- GRDP bình quân đầu người 3950 USD
- Giá trị sxcn 541.000 tỷ đồng
- XNK hơn 52,4 tỷ USD
- Thu hút FDI gần 3 tỷ USD

NĂM 2024
- Tốc độ tăng trưởng kinh tế 13,85%
- GRDP bình quân đầu người 4400 USD.
- Tỷ lệ hộ nghèo giảm còn dưới 1,8%
- Tỷ lệ đô thị hóa trên 35,3%
- Tổng huy động vốn toàn xh trên 103.500 tỷ đồng
- Khách du lịch trên 2,3 triệu lượt người
- Tổng thu NSNN trên 20.000 tỷ đồng

## Danh nhân
- Ngọ Doãn Trù
- Thánh Hùng Linh Công
- Thánh Thiên Công chúa
- Đoàn Xuân Lôi
- Trịnh Ngô Dụng
- Hoàng Hoa Thám
- Nguyễn Đình Tuân
- Nguyễn Khắc Nhu
- Cô Giang (Nguyễn Thị Giang)
- Bàng Bá Lân
- Cô Bắc (Nguyễn Thị Bắc)
- Thân Nhân Trung
- Trạng nguyên Giáp Hải
- Tướng Nhà Đinh: Cao Y, Lý Long, Lý Khang
- Danh tướng Hoàng Ngũ Phúc
- Nhà văn Nguyên Hồng
- Trung tướng Nguyễn Văn Cốc, Anh hùng lực lượng vũ trang nhân dân, nguyên Chánh thanh tra Bộ Quốc phòng
- Đô đốc Giáp Văn Cương, nguyên Phó Tổng tham mưu trưởng QĐNDVN kiêm Tư lệnh Quân chủng Hải quân
- Trung tướng Ngô Minh Tiến, Phó Tổng tham mưu trưởng Quân đội nhân dân Việt Nam
- Trung tướng Lư Giang, nguyên Tư lệnh Quân khu Thủ đô (nay là Bộ Tư lệnh Thủ đô Hà Nội)
- Trung tướng Nguyễn Ân, nguyên Hiệu trưởng Trường Sĩ quan lục quân 1
- Trung tướng Nguyễn Ngọc Văn, nguyên Viện trưởng Viện Chiến lược Quân sự Bộ Quốc phòng
- Trung tướng, PGS.TS Lưu Văn Miểu, nguyên Giám đốc Học viện Hậu cần
- Trung tướng Nguyễn Văn Nghĩa, Phó Tổng tham mưu trưởng Quân đội nhân dân Việt Nam
- Thiếu tướng, Nhạc sĩ Đức Trịnh, nguyên Hiệu trưởng Trường ĐH Văn hóa nghệ thuật Quân đội
- Thiếu tướng Trịnh Quốc Đoàn, nguyên Phó Tổng cục trưởng Tổng cục Hậu cần - Kĩ thuật, Bộ Công an
- Trung tướng Trần Văn Nhuận, nguyên Phó Tổng cục trưởng Chính trị, Bộ Công an
- Thiếu tướng Bùi Xuân Khang, nguyên Phó Tổng cục trưởng Tổng cục II, Bộ Quốc phòng
- Thiếu tướng Lê Văn Duy, Bí thư Đảng uỷ, Chính uỷ Trường Sĩ quan Lục quân 1
- Thiếu tướng Hoàng Đăng Huệ, nguyên Phó Tư lệnh chính trị Binh chủng Tăng - thiết giáp
- Thiếu tướng Chu Công Phu, nguyên Phó Chính ủy Học viện Chính trị Quân sự
- Thiếu tướng Triệu Văn Thế, nguyên Cục Trưởng Cục Quản lý XNC, Bộ Công an
- Ông Hà Văn Thắm, nguyên Chủ tịch Tập đoàn Đại Dương, Chủ tịch HĐQT Ngân hàng TMCP Đại Dương
- Ông Đỗ Bình Dương, nguyên Tổng kiểm toán Nhà nước
- Ông Trịnh Long Biên, nguyên Phó Chủ nhiệm Ủy ban kiểm tra Trung ương
- Ông Trần Đình Thủy, nguyên Ủy viên Ủy ban Kiểm tra Trung ương
- Ông Nguyễn Quốc Cường, nguyên Uỷ viên Trung ương Đảng IX,X,XI, nguyên Bí thư Tỉnh ủy, Chủ tịch HĐND tỉnh Bắc Giang, nguyên Chủ tịch Hội Nông dân Việt Nam
- Bà Phạm Thị Hải Chuyền, nguyên Ủy viên Trung ương Đảng, nguyên Bộ trưởng Bộ Lao động - Thương binh và xã hội
- Ông Đào Xuân Cần, nguyên Ủy viên Trung ương Đảng khóa XI, nguyên Bí thư Tỉnh ủy Bắc Giang, nguyên Chủ tịch Liên minh HTX Việt Nam
- Ông Nguyễn Trọng Giảng, nguyên Hiệu trưởng Trường Đại học Bách khoa Hà Nội.
- Ông Nguyễn Trọng Cơ, nguyên Bí thư Đảng ủy, Giám đốc Học viện Tài chính
- Ông Ngô Thế Chi, nguyên Bí thư Đảng ủy, Giám đốc Học viện Tài chính
- Ông Nguyễn Văn Vọng, nguyên Thứ trưởng Bộ Giáo dục và Đào tạo
- Ông Nguyễn Thái Lai, nguyên Thứ trưởng Bộ Tài nguyên và môi trường
- Ông Phạm Quý Tỵ, nguyên Thứ trưởng Bộ Tư pháp
- Ông Đỗ Văn Bát, nguyên Thứ trưởng Bộ Xây dựng
- Ông Nguyễn Đăng Khoa, nguyên Thứ trưởng Bộ NN & PTNT
- Ông Hà Văn Núi, nguyên Phó Chủ tịch Ủy ban Trung ương MTTQ Việt Nam
- Ông Bùi Văn Hải, Ủy viên Trung ương Đảng khóa XII, Bí thư Tỉnh ủy, Chủ tịch HĐND tỉnh Bắc Giang
- Ông Nguyễn Đình Khang, Ủy viên Trung ương Đảng khóa XII, Chủ tịch Tổng liên đoàn lao động Việt Nam
- Ông Đặng Hoàng An, Chủ tịch Tập đoàn Điện lực Việt Nam
- Ông Ngô Sách Thực, nguyên Phó Chủ tịch Ủy ban Trung ương Mặt trận Tổ quốc Việt Nam
- Hoàng Thế Anh, Quán quân Đường lên đỉnh Olympia năm thứ 13
- Thượng tướng Nguyễn Văn Long, Thứ trưởng Bộ Công an.

## Du lịch

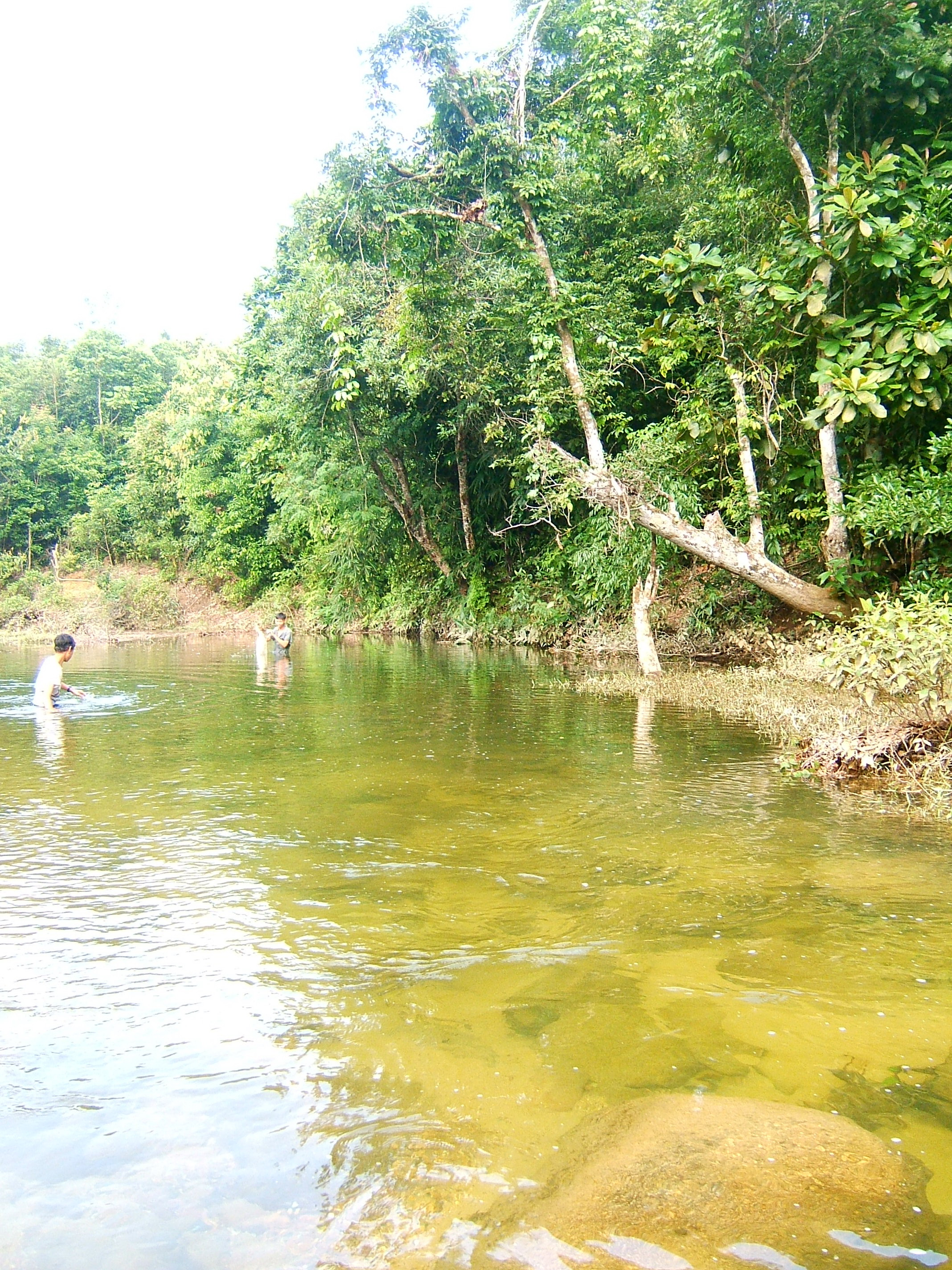
Suối nước màu vàng trên dãy núi Phật Sơn, một phần của dãy Yên Tử thuộc xã Lục Sơn, Lục Nam, Bắc Giang

- Khu di tích và danh thắng Tây Yên Tử, chùa Vĩnh Nghiêm và chùa Bổ Đà thuộc Quần thể di tích và danh thắng Yên Tử - Vĩnh Nghiêm - Côn Sơn, Kiếp Bạc đang được 3 tỉnh Bắc Giang, Hải Dương và Quảng Ninh lập hồ sơ đề nghị UNESCO công nhận di sản thế giới.
- Đình Lỗ Hạnh thuộc xã Đông Lỗ huyện Hiệp Hòa - Đình cổ nhất Kinh Bắc.
- Khu di tích khởi nghĩa Yên Thế được công nhận là di tích quốc gia đặc biệt
- Chùa Vĩnh Nghiêm thuộc làng Đức La xã Trí Yên huyện Yên Dũng có bộ Mộc bản kinh phật được UNESCO công nhận là Di sản tư liệu khu vực châu Á - Thái Bình Dương, Di tích Quốc gia Đặc biệt 2015
- Chùa Bổ Đà thuộc xã Tiên Sơn thị xã Việt Yên là Di tích Quốc gia Đặc biệt năm 2016
- Làng nghề Thổ Hà thuộc xã Vân Hà thị xã Việt Yên
- ATK II - An toàn khu dự bị của Trung ương và Xứ ủy Bắc Kỳ
- Bảo tàng Hoàng Hoa Thám và Đồn Phồn Xương ở huyện Yên Thế
- Lăng Dinh Hương là một lăng đá ở thị trấn Thắng, huyện Hiệp Hòa
- Khu di tích Suối Mỡ và đền Suối Mỡ ở xã Nghĩa Phương, huyện Lục Nam
- Thành Xương Giang
- Rừng nguyên sinh Khe Rỗ thuộc huyện Sơn Động
- Hồ Cấm Sơn và Khu du lịch Khuôn Thần huyện Lục Ngạn
- Cây dã hương hơn 1.000 tuổi ở xã Tiên Lục, huyện Lạng Giang, gốc cây dã hương phải 8 người ôm.
- Cây dã hương đình Dương Lâm Tân Yên
- Cây Lim nghìn năm tuổi, thác Ngà, chè Bản Ven ở xã Xuân Lương, huyện Yên Thế.
- Sân golf Yên Dũng, xã Tiền Phong huyện Yên Dũng
- Thiền viện trúc lâm Phượng Hoàng Yên Dũng.

## Văn hóa

### Ẩm thực
- Rượu làng Vân: Rượu làng Vân là một loại đặc sản nổi tiếng của làng Vân, được làm từ gạo nếp và men gia truyền. Nó có hương vị đặc biệt và được sử dụng trong các dịp lễ hội và làm quà biếu[21].
- Vải thiều Lục Ngạn: Lục Ngạn là nơi trồng vải thiều lớn nhất cả nước, nhờ đất đá son phù hợp và thiên nhiên ưu đãi. Quả vải thiều Lục Ngạn có vị ngọt, mùi thơm đặc trưng và là sản vật của Bắc Giang, được xuất khẩu ra nước ngoài.
- Cam sành Bố Hạ: Cam Bố Hạ là loại cam số 1 của đất nước, có vị ngọt đậm, mùi thơm đặc trưng và hàm lượng dinh dưỡng cao. Cam Bố Hạ đã từng là niềm tự hào của người dân Bắc Giang như tới nay đã bị mai một.
- Bánh đa Kế: Bánh đa Kế là một loại bánh đặc sản được làm ở làng Dĩnh Kế. Nó có vị giòn, ngọt và hương thơm của gạo mới và nắng quê Bắc Bộ[22].
- Mỳ Chũ: Mỳ Chũ là một loại mỳ gạo đặc sản từ thôn Thủ Dương xã Nam Dương, một thôn nhỏ nằm bên sông Lục Nam tiếp giáp với thị trấn Chũ. Nó có vị ngọt của bột bao thai hồng và sợi mỳ dai không bị nhừ nát.
- Gà đồi Yên Thế: Gà đồi Yên Thế là giống gà có chất lượng thịt thơm ngon, được chăn nuôi trên đồi cây và chăn thả theo quy trình sinh học. Thị trường tiêu thụ của gà đồi không chỉ trong huyện mà còn ra thị trường trong và ngoài nước.
- Nham trám Hoàng Vân, Hiệp Hòa: Nham trám là một đặc sản của Hiệp Hòa, được làm từ trám đen Hoàng Vân kết hợp với thịt lợn đốt, cá mè và núc nác.

Danh sách đặc sản và ẩm thực ở Bắc Giang còn bao gồm nhiều món như bánh đúc Đồng Quan, khoai sọ Lục Nam, chè kho Mỹ Độ, mì gạo Châu Sơn, rượu men lá Kiên Thành, cua da Yên Dũng, rau cần Hoàng Lương, gạo thơm Yên Dũng, củ đậu Lục Nam, gỏi cá mè Lý Viên, vải thiều Lục Ngạn, mì gạo Kế và bánh đa nướng Kế.

### Các ca khúc về Bắc Giang
| - 1 Bắc Giang màu xanh yêu thương - ST: Phan Huấn - 2 Bắc Giang tôi yêu- ST: Trí Vượng - 3 Mùa vải thiều - ST: Tuấn Khương - 4 Chiều sông thương - ST: An Thuyên - 5 Nhớ về vùng đất dân ca - ST: Tuấn Khương - 6 Rừng xanh Yên Thế - ST: Trọng Điềm; - 7 Rượu Làng vân - Thơ Anh Vũ; Nhạc Tuấn Khương - 8 Sông Thương tóc dài - Thơ Hoàng Nhuận Cầm; nhạc Bá Đạt - 9 Tình ca Sông Thương - ST: Tuấn Khương - 10 Vùng quê Sông Thương - ST: Tuấn Khương | - 11 Bức tranh Quê hương - ST Trọng Bằng - 12 Đêm Bắc Giang nghe em hát dân ca - ST: Trần Hoàn - 13 Tấm áo chiến sĩ mẹ vá năm xưa - ST Nguyễn Văn Tý - 14 Khuôn Thần tôi yêu; ST Bá Đạt - 15 Người xứ Bắc - ST Thế Công - 16 Một dáng cầu vồng - ST Trần Minh - 17 Hồ trên núi - ST: Phó Đức Phương - 18 Tình yêu xin gửi nơi quê - ST: Cát Vận - 19 Gửi về sông Lục, núi Huyền - ST: Đỗ Hồng Quân - 20 Đây Hoàng Hoa Thám quê xưa - ST: Nguyễn Vũ Sơn - 21 Bắc Giang Một Khúc Ân Tình |

### Nghệ thuật chèo ở Bắc Giang
Bắc Giang là vùng đất thuộc tứ chiếng chèo gốc, một trong những cái nôi của các làn điệu chèo cổ. Trong bảy vị tổ chèo từ thời Đinh đến thời Lý được Lương Thế Vinh chép trong Hý phường phả lục gồm Phạm Thị Trân, Đào Văn Só, Đặng Hồng Lân, Đào Hoa, Từ Đạo Hạnh, Sái Ất, Chính Vịnh Càn thì có hai vị ở chiếng chèo xứ Bắc là Đào Hoa ở lộ Bắc Giang và Sái Ất ở phủ Từ Sơn.
Bắc Giang là đất chèo có tiếng xứ Bắc. Ngoài đặc điểm chung, chèo Bắc Giang còn có nét riêng khi mang âm hưởng đậm nét của vùng trung du miền núi, từ phong cách biểu diễn đến lời ca đều khỏe khoắn và mộc mạc hơn. Những năm 80 của thế kỷ trước, khi sáng tác làn điệu chèo, các nhạc sĩ thường sử dụng chất liệu dân ca quan họ và gần đây còn khai thác dân ca dân tộc thiểu số như hát then, hát ví. Bắc Giang có trên 500 lễ hội truyền thống, được coi là đất diễn cho các chiếu Chèo phát triển phong phú như: làng Đồng Quan (Yên Dũng); làng Then (Lạng Giang); làng Hoàng Mai (Việt Yên); làng Bắc Lý (Hiệp Hòa),...
Thành phố Bắc Giang có làng Đồng Quan, xã Đồng Sơn là làng có truyền thống hát chèo từ xa xưa, đến nay đội chèo có 18 người cả diễn viên và nhạc công do bà Khổng Thị Tiêu phụ trách; Đội chèo làng Đồng Nhân, xã Đồng Phúc vốn là làng chèo truyền thống, có 14 người do ông Nguyễn Khánh Dư làm đội trưởng. Làng chèo Dốc Sở xã Đồng Sơn có 13 người do ông Nguyễn Văn Dương làm đội trưởng; Làng chèo Tân Ninh xã Tư Mại, đây là làng chèo cổ, có 20 người do ông Lưu Xuân Đức phụ trách. Từ năm 2004 huyện Yên Dũng còn thành lập các câu lạc bộ chèo như: Câu lạc bộ "Chiếu chèo quê" do ông Nguyễn Văn Đán làm chủ nhiệm, CLB có 24 người tập hợp từ các xã trong huyện. CLB Đồng Tiến Đức có 50 người là hội viên, CLB thôn Đồng Nhân xã Đồng Phúc do ông Nguyễn Văn Toàn làm chủ nhiệm. Hầu hết các đội chèo và CLB đều duy trì và phát triển đội ngũ nhạc công của dàn nhạc dân tộc. Huyện Yên Dũng là nơi có những làng chèo truyền thống như: Tân Độ (xã Tân Liễu); Đồng Nhân (xã Đồng Phúc); Tân Ninh, Bắc Am (xã Tư Mại)... Từ năm 2005 đến nay, Yên Dũng đã thành lập được 6 CLB chèo, khôi phục 6 làng chèo truyền thống, thu hút hàng trăm người tham gia. Không chỉ có các CLB hoạt động ở thôn, xã, Yên Dũng còn thành lập mô hình cấp huyện với gần 20 thành viên thường xuyên hoạt động tại CLB chèo Yên Dũng. Năm 2007, huyện Yên Dũng đã tổ chức Liên hoan Tiếng hát chèo lần thứ nhất. Tham gia hội diễn có 21 câu lạc bộ của 21 làng, với hàng trăm diễn viên và nhạc công không chuyên.
Thị xã Việt Yên: Có các làng chèo cổ và nay còn một số đội được duy trì ở mức độ hát và dựng các tiểu phẩm mới như: Hoàng Mai (phường Nếnh); làng Mỏ Thổ (xã Minh Đức); Làng Trung Đồng (phường Vân Trung); làng Kiểu (phường Bích Động), làng Vân (xã Vân Hà)... Huyện Tân Yên: Làng Dương Lâm (xã An Dương), đội chèo xã Ngọc Châu; làng Hạ (xã Cao Thượng), riêng làng Hạ vẫn là làng chèo truyền thống, đến nay vẫn duy trì và hoạt động. Đội chèo có 30 người cả diễn viên và nhạc công do ông Trọng Nguyên làm đội trưởng. Huyện Lạng Giang: Làng An Lạc (xã Quang Thịnh) do ông Khải làm đội trưởng; làng Then (xã Thái Đào) do ông Nguyễn Văn Khoa làm đội trưởng (đội có 20 người vừa hát chèo, sử dụng nhạc cụ dân tộc, vừa có dàn nhạc viôlông); làng Liên Sơn (xã Tân Dĩnh) do bà Ngô Thị Liên 70 tuổi làm đội trưởng; và làng Chuông Vàng (xã Tân Hưng). Ở Lạng Giang còn duy trì hát chèo là chủ yếu, ít dựng các trích đoạn truyền thống. Tuy vậy còn giữ được dàn nhạc dân tộc khá phong phú.

## Hình ảnh

Tập_tin:Thành_phố_bắc_Giang.jpgMột góc đô thị thành phố Bắc Giang.
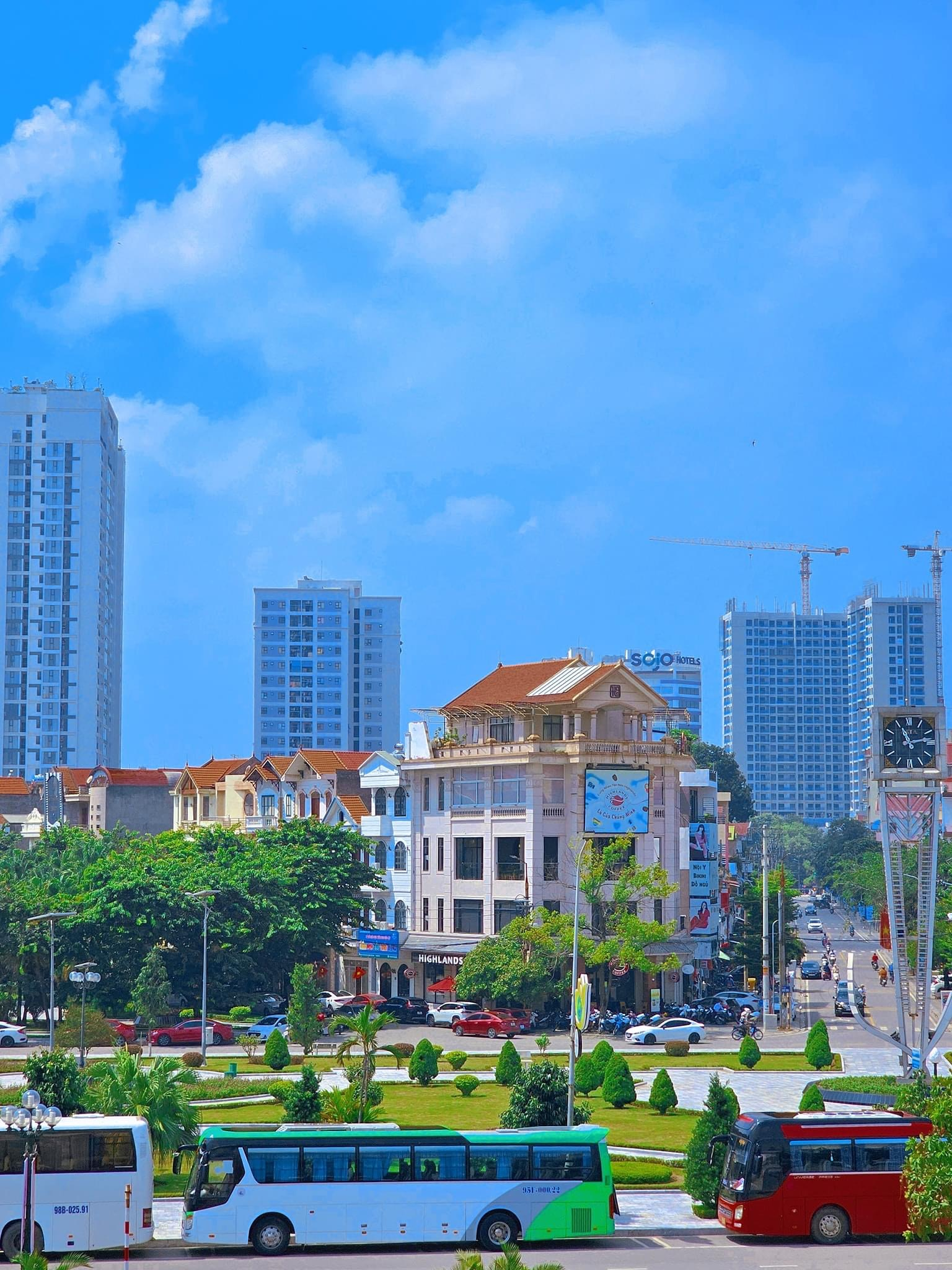
Tập_tin:Thành_phố_bắc_giang.jpgThành phố bắc giang
Tập_tin:KCN_đình_trám_việt_yên_bắc_giang.jpgThành phố bắc giang đổi mới hình thành phát triển
Tập_tin:Nút_giao_đường_Hùng_Vương_và_cầu_Đồng_Sơn.jpgNút giao đường Hùng Vương và cầu Đồng Sơn
Tập_tin:Bac_giang_8.jpgThành phố bắc giang đổi mới
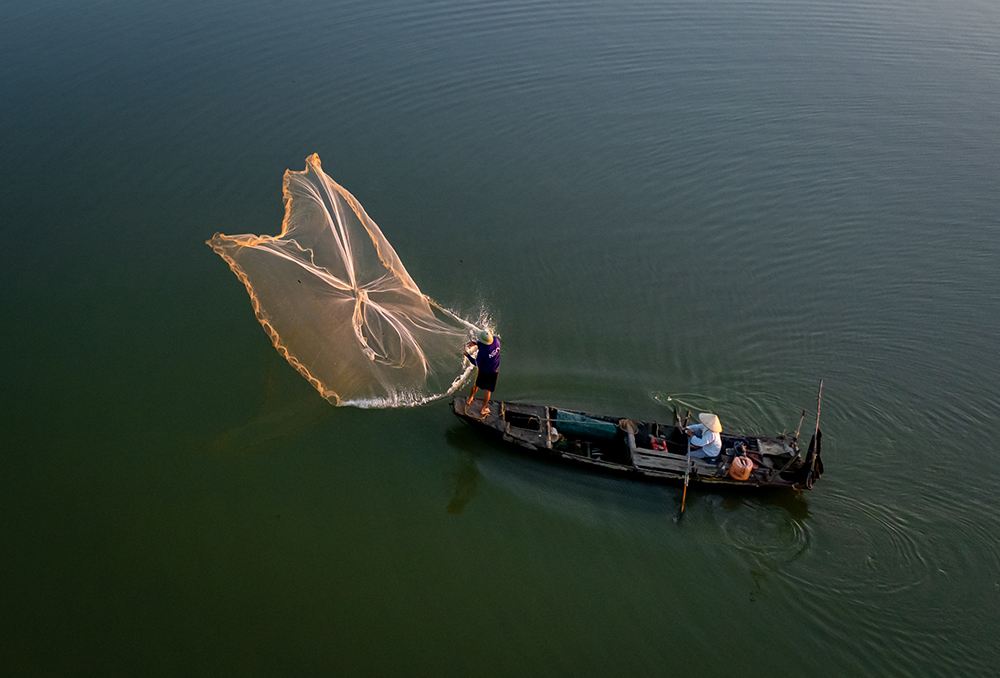
Tập_tin:Bac_giang_6.jpgQuăng chài trên sông Thương
Tập_tin:Bac_giang_3.jpgĐiểm nhấn hạ tầng thành phố Bắc Giang
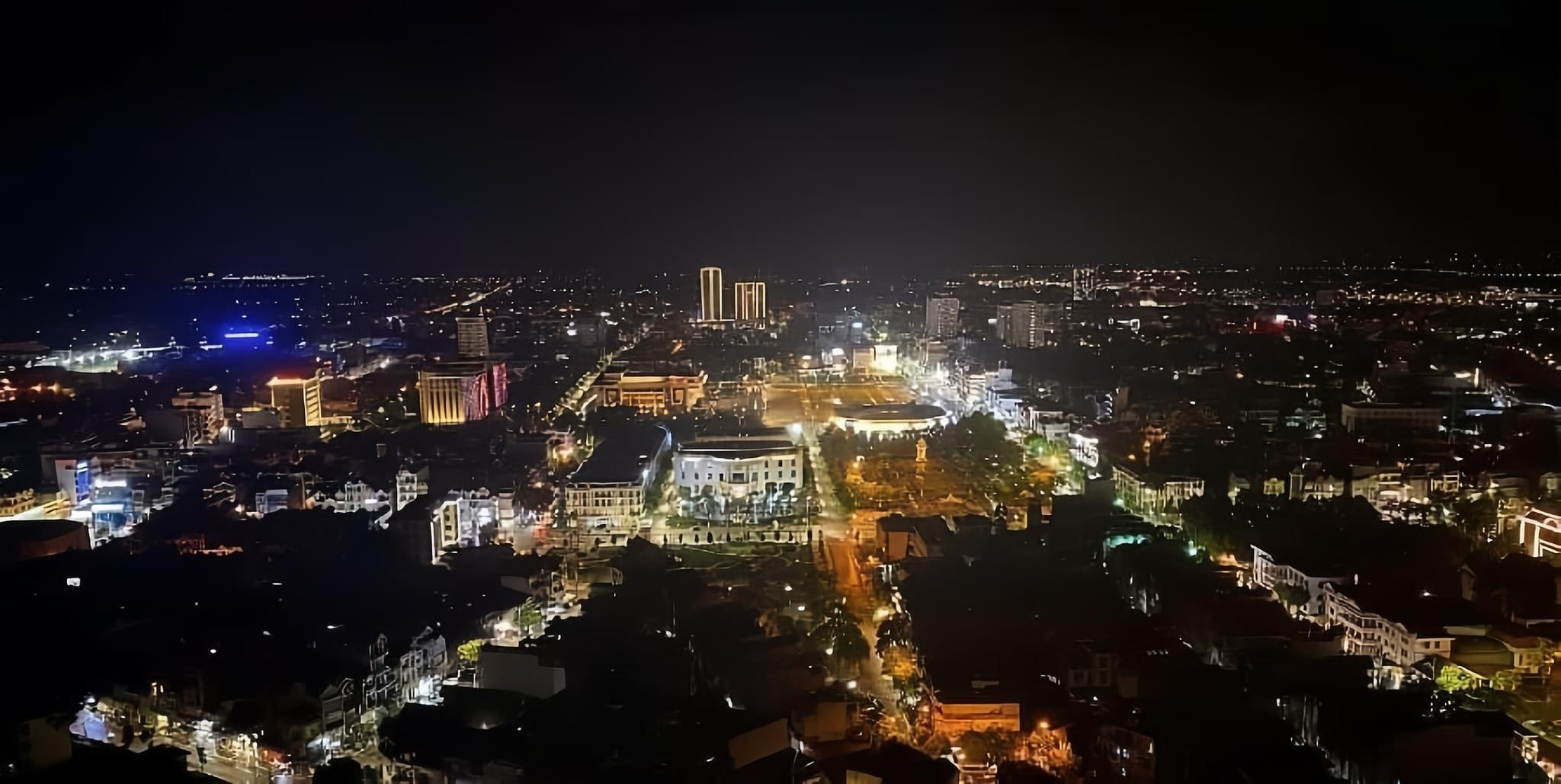
Tập_tin:Bac_giang_1.jpgBắc Giang về đêm